# 橫帶割齒喉盤魚
橫帶割齒喉盤魚，為輻鰭魚綱鱸形目喉盤魚亞目喉盤魚科的其中一種，分布於中西大西洋區，包括美屬維京群島、巴拿馬、委內瑞拉等海域，體長可達5.1公分，屬底棲性魚類，棲息在水淺的岩石海岸。